# Aushof
Aushof ist ein zum Aalener Stadtbezirk Dewangen gehörender Ort im Ostalbkreis in Baden-Württemberg.

## Beschreibung
Die zwei Höfe des Ortes stehen etwa 2,5 Kilometer südwestlich von Dewangen und sieben Kilometer westlich des Stadtkerns von Aalen. Keine einhundert Meter südwestlich von ihnen liegt das Streithöfle am Rande eines Waldbogens, der sich im Süden nah um beide Orte legt. Wenig östlich von Aushof fließt der kurze Wiesenbach zum Reichenbacher Laubach, einen Zufluss der Lein.

## Geschichte
In früherer Zeit wurde zwischen Großem und Kleinem Aushof unterschieden. Der ursprünglich einzelne Hof gehörte zum Adelmannischen Teil von Reichenbach.